# Qualificazioni alla Coppa COSAFA 2004
Sono elencate di seguito le date e i risultati per le qualificazioni alla Coppa COSAFA 2004.

## Formula
13 membri COSAFA: Zimbabwe (come detentore del titolo), Malawi (come finalista dell'edizione precedente), Swaziland e Zambia (come semifinalisti dell'edizione precedente) sono qualificati direttamente alla fase finale, Seychelles è escluso dal torneo. Rimangono 8 squadre per 4 posti disponibili per la fase finale: le qualificazioni si compongono di un turno unico.
- Playoff - 8 squadre, giocano partite di sola andata. Le vincenti si qualificano alla fase finale.

## Playoff
| Arbitro: | Raolimanana |

|                               |           |  |
| Lekgetho 53’ (aut.) Perle 81’ | Marcatori |  |

Mauritius qualificato alla fase finale.
| Arbitro: | Mufeti |

|  |                        |  |
|  | Tiri di rigore 10 – 11 |  |

Botswana qualificato alla fase finale.
| Arbitro: | Damon |

|                             |           |  |
| Tico-Tico 64’ Fala-Fala 89’ | Marcatori |  |

Mozambico qualificato alla fase finale.
| Arbitro: | Ngcamphalala |

|               |           |            |
| Love 26’, 67’ | Marcatori | 70’ Petrus |

Angola qualificato alla fase finale.